# Manilius (kráter)
Manilius je výrazný impaktní kráter nacházející se na severovýchodním okraji Mare Vaporum (Moře par) na přivrácené straně Měsíce. Má průměr 39 km, pojmenován je podle římského básníka Marca Manilia. Jeho okrajový val má přibližně kruhový tvar, na dně se nachází formace středových pahorků.
Východoseverovýchodně leží kráter Menelaus, severně Bowen, jihojihovýchodně Boscovich. V okolí Manilia se nachází měsíční jezera Lacus Doloris (Jezero žalu), Lacus Lenitatis (Jezero mírnosti), Lacus Gaudii (Jezero radosti) a měsíční moře Mare Vaporum (Moře par).

## Satelitní krátery
V okolí kráteru se nachází několik menších kráterů. Ty byly označeny podle zavedených zvyklostí jménem hlavního kráteru a velkým písmenem abecedy.
| Manilius | Sel. šířka | Sel. délka | Průměr |
| -------- | ---------- | ---------- | ------ |
| B        | 16.6° S    | 7.3° V     | 6 km   |
| C        | 12.1° S    | 10.4° V    | 7 km   |
| D        | 13.2° S    | 7.0° V     | 5 km   |
| E        | 18.3° S    | 6.4° V     | 49 km  |
| G        | 15.5° S    | 9.7° V     | 5 km   |
| H        | 17.8° S    | 8.6° V     | 3 km   |
| K        | 11.9° S    | 11.2° V    | 3 km   |
| T        | 13.4° S    | 10.6° V    | 4 km   |
| U        | 13.8° S    | 10.8° V    | 4 km   |
| W        | 13.4° S    | 12.9° V    | 4 km   |
| X        | 14.4° S    | 13.4° V    | 3 km   |
| Z        | 16.4° S    | 11.7° V    | 3 km   |

Následující krátery byly přejmenovány Mezinárodní astronomickou unií:
- Manilius A na Bowen.
- Manilius F na Yangel'.